# Grace Paterson
Grace Chalmers Paterson foi activista, sufragista, activista da temperança e educadora.

## Educação doméstica
Ela fez campanha para a melhoria da educação doméstica para as meninas da classe trabalhadora. Ela era amiga e apoiante de Janet Galloway e Christian Guthrie Wright, fundadora da Escola de Culinária de Edimburgo.
Ela foi uma das primeiras mulheres eleitas para um conselho escolar em Glasgow, em 1885. Paterson também fundou a escola de culinária de Glasgow, juntamente com Margaret Black. Ela era a "força motriz" por trás desta instituição. Paterson também esteve envolvida no movimento de temperança na Escócia.

## Sufrágio feminino
Foi membro fundadora da Glasgow and West of Scotland Association for Women's Suffrage e também juntou-se ao WSPU em 1907.